# Gryllacris kinabaluensis
Gryllacris kinabaluensis är en insektsart som beskrevs av Griffini 1914. Gryllacris kinabaluensis ingår i släktet Gryllacris och familjen Gryllacrididae. Inga underarter finns listade i Catalogue of Life.